# Gran Premio di superbike di Losail 2016
Il Gran Premio di Superbike di Losail 2016 è stata la tredicesima e ultima prova del campionato mondiale Superbike 2016, è stato disputato il 29 e 30 ottobre sul circuito di Losail e in gara 1 ha visto la vittoria di Chaz Davies davanti a Jonathan Rea e Sylvain Guintoli, lo stesso pilota si è ripetuto anche in gara 2, davanti a Tom Sykes e Jonathan Rea.
La gara 2 è stata disputata in due parti; dopo essere stata interrotta con bandiera rossa al termine del settimo giro è ripresa su una distanza di ulteriori 10 giri.
Il titolo iridato piloti è andato al pilota britannico Jonathan Rea che era già arrivato all'inizio della gara con un cospicuo vantaggio di punti sul compagno di squadra e connazionale Tom Sykes.
La vittoria nella gara valevole per il campionato mondiale Supersport 2016 è stata ottenuta da Kyle Smith. Il titolo iridato piloti della categoria era già stato assegnato in anticipo al turco Kenan Sofuoğlu.

## Risultati

### Gara 1

#### Arrivati al traguardo
| Pos. | Nº | Pilota               | Squadra                  | Motocicletta       | Giri | Tempo     | Griglia | Punti |
| ---- | -- | -------------------- | ------------------------ | ------------------ | ---- | --------- | ------- | ----- |
| 1º   | 7  | Chaz Davies          | Aruba.it Racing - Ducati | Ducati Panigale R  | 17   | 33'32.214 | 3º      | 25    |
| 2º   | 1  | Jonathan Rea         | Kawasaki Racing          | Kawasaki ZX-10R    | 17   | +3.904    | 1º      | 20    |
| 3º   | 50 | Sylvain Guintoli     | Pata Yamaha              | Yamaha YZF R1      | 17   | +10.498   | 4º      | 16    |
| 4º   | 66 | Tom Sykes            | Kawasaki Racing          | Kawasaki ZX-10R    | 17   | +12.606   | 5º      | 13    |
| 5º   | 69 | Nicky Hayden         | Honda World Superbike    | Honda CBR1000RR SP | 17   | +12.766   | 2º      | 11    |
| 6º   | 12 | Javier Forés         | Barni Racing             | Ducati Panigale R  | 17   | +17.879   | 7º      | 10    |
| 7º   | 22 | Alex Lowes           | Pata Yamaha              | Yamaha YZF R1      | 17   | +18.461   | 6º      | 9     |
| 8º   | 81 | Jordi Torres         | Althea BMW Racing        | BMW S1000 RR       | 17   | +19.045   | 10º     | 8     |
| 9º   | 60 | Michael van der Mark | Honda World Superbike    | Honda CBR1000RR SP | 17   | +20.882   | 9º      | 7     |
| 10º  | 32 | Lorenzo Savadori     | IodaRacing               | Aprilia RSV4 RF    | 17   | +30.057   | 8º      | 6     |
| 11º  | 91 | Leon Haslam          | Pedercini Racing         | Kawasaki ZX-10R    | 17   | +34.270   | 16º     | 5     |
| 12º  | 35 | Raffaele De Rosa     | Althea BMW Racing        | BMW S1000 RR       | 17   | +34.420   | 13º     | 4     |
| 13º  | 15 | Alex De Angelis      | IodaRacing               | Aprilia RSV4 RF    | 17   | +34.936   | 15º     | 3     |
| 14º  | 40 | Román Ramos          | Team GoEleven            | Kawasaki ZX-10R    | 17   | +37.786   | 19º     | 2     |
| 15º  | 25 | Joshua Brookes       | Milwaukee BMW            | BMW S1000 RR       | 17   | +37.834   | 14º     | 1     |
| 16º  | 99 | Luca Scassa          | VFT Racing               | Ducati Panigale R  | 17   | +55.890   | 21º     |       |
| 17º  | 11 | Saeed Al Sulaiti     | Pedercini Racing         | Kawasaki ZX-10R    | 17   | +1'09.075 | 20º     |       |
| 18º  | 2  | Leon Camier          | MV Agusta Reparto Corse  | MV Agusta 1000 F4  | 17   | +1'19.301 | 12º     |       |
| 19º  | 9  | Dominic Schmitter    | Grillini Racing          | Kawasaki ZX-10R    | 17   | +1'25.103 | 24º     |       |
| 20º  | 56 | Péter Sebestyén      | Team Tóth                | Yamaha YZF R1      | 17   | +1'47.707 | 25º     |       |
| 21º  | 4  | Gianluca Vizziello   | Grillini Racing          | Kawasaki ZX-10R    | 13   | +4 giri   | 22º     |       |

#### Ritirati
| Nº | Pilota              | Squadra                  | Motocicletta      | Giri | Griglia |
| -- | ------------------- | ------------------------ | ----------------- | ---- | ------- |
| 17 | Karel Abraham       | Milwaukee BMW            | BMW S1000 RR      | 11   | 18º     |
| 34 | Davide Giugliano    | Aruba.it Racing - Ducati | Ducati Panigale R | 10   | 11º     |
| 21 | Markus Reiterberger | Althea BMW Racing        | BMW S1000 RR      | 7    | 17º     |

### Gara 2

#### Arrivati al traguardo
| Pos. | Nº  | Pilota               | Squadra                  | Motocicletta       | Giri | Tempo     | Griglia | Punti |
| ---- | --- | -------------------- | ------------------------ | ------------------ | ---- | --------- | ------- | ----- |
| 1º   | 7   | Chaz Davies          | Aruba.it Racing - Ducati | Ducati Panigale R  | 10   | 19'38.203 | 3º      | 25    |
| 2º   | 66  | Tom Sykes            | Kawasaki Racing          | Kawasaki ZX-10R    | 10   | +5.855    | 5º      | 20    |
| 3º   | 1   | Jonathan Rea         | Kawasaki Racing          | Kawasaki ZX-10R    | 10   | +6.376    | 1º      | 16    |
| 4º   | 50  | Sylvain Guintoli     | Pata Yamaha              | Yamaha YZF R1      | 10   | +8.493    | 4º      | 13    |
| 5º   | 91  | Leon Haslam          | Pedercini Racing         | Kawasaki ZX-10R    | 10   | +11.862   | 16º     | 11    |
| 6º   | 81  | Jordi Torres         | Althea BMW Racing        | BMW S1000 RR       | 10   | +12.232   | 10º     | 10    |
| 7º   | 69  | Nicky Hayden         | Honda World Superbike    | Honda CBR1000RR SP | 10   | +13.599   | 2º      | 9     |
| 8º   | 12  | Javier Forés         | Barni Racing             | Ducati Panigale R  | 10   | +14.210   | 7º      | 8     |
| 9º   | 35  | Raffaele De Rosa     | Althea BMW Racing        | BMW S1000 RR       | 10   | +14.282   | 13º     | 7     |
| 10º  | 22  | Alex Lowes           | Pata Yamaha              | Yamaha YZF R1      | 10   | +14.414   | 6º      | 6     |
| 11º  | 60  | Michael van der Mark | Honda World Superbike    | Honda CBR1000RR SP | 10   | +15.169   | 9º      | 5     |
| 12º  | 32  | Lorenzo Savadori     | IodaRacing               | Aprilia RSV4 RF    | 10   | +19.401   | 8º      | 4     |
| 13º  | 2   | Leon Camier          | MV Agusta Reparto Corse  | MV Agusta 1000 F4  | 10   | +22.236   | 12º     | 3     |
| 14º  | 40  | Román Ramos          | Team GoEleven            | Kawasaki ZX-10R    | 10   | +25.995   | 19º     | 2     |
| 15º  | 21  | Markus Reiterberger  | Althea BMW Racing        | BMW S1000 RR       | 10   | +29.701   | 17º     | 1     |
| 16º  | 99  | Luca Scassa          | VFT Racing               | Ducati Panigale R  | 10   | +33.205   | 21º     |       |
| 17º  | 4   | Gianluca Vizziello   | Grillini Racing          | Kawasaki ZX-10R    | 10   | +44.627   | 22º     |       |
| 18º  | 9   | Dominic Schmitter    | Grillini Racing          | Kawasaki ZX-10R    | 10   | +44.753   | 24º     |       |
| 19º  | 56  | Péter Sebestyén      | Team Tóth                | Yamaha YZF R1      | 10   | +45.186   | 25º     |       |
| 20º  | 119 | Paweł Szkopek        | Team Tóth                | Yamaha YZF R1      | 10   | +1'00.135 | 23º     |       |

#### Ritirati
| Nº | Pilota          | Squadra       | Motocicletta    | Giri | Griglia |
| -- | --------------- | ------------- | --------------- | ---- | ------- |
| 17 | Karel Abraham   | Milwaukee BMW | BMW S1000 RR    | 9    | 18º     |
| 15 | Alex De Angelis | IodaRacing    | Aprilia RSV4 RF | 0    | 15º     |

### Supersport

#### Arrivati al traguardo
| Pos. | Nº  | Pilota              | Squadra                      | Motocicletta     | Giri | Tempo     | Griglia | Punti |
| ---- | --- | ------------------- | ---------------------------- | ---------------- | ---- | --------- | ------- | ----- |
| 1º   | 111 | Kyle Smith          | CIA Landlord Insurance Honda | Honda CBR600RR   | 15   | 30'51.533 | 5º      | 25    |
| 2º   | 1   | Kenan Sofuoğlu      | Kawasaki Puccetti Racing     | Kawasaki ZX-6R   | 15   | +0.006    | 2º      | 20    |
| 3º   | 16  | Jules Cluzel        | MV Agusta Reparto Corse      | MV Agusta F3 675 | 15   | +2.164    | 6º      | 16    |
| 4º   | 2   | Patrick Jacobsen    | Honda World Supersport       | Honda CBR600RR   | 15   | +7.519    | 9º      | 13    |
| 5º   | 21  | Randy Krummenacher  | Kawasaki Puccetti Racing     | Kawasaki ZX-6R   | 15   | +8.843    | 3º      | 11    |
| 6º   | 86  | Ayrton Badovini     | Gemar Balloons - Team Lorini | Honda CBR600RR   | 15   | +9.324    | 8º      | 10    |
| 7º   | 63  | Zulfahmi Khairuddin | Orelac Racing VerdNatura     | Kawasaki ZX-6R   | 15   | +12.084   | 7º      | 9     |
| 8º   | 71  | Christoffer Bergman | CIA Landlord Insurance Honda | Honda CBR600RR   | 15   | +18.278   | 10º     | 8     |
| 9º   | 52  | Massimo Roccoli     | MV Agusta Reparto Corse      | MV Agusta F3 675 | 15   | +21.764   | 21º     | 7     |
| 10º  | 25  | Alex Baldolini      | Race Department ATK#25       | MV Agusta F3 675 | 15   | +25.040   | 4º      | 6     |
| 11º  | 69  | Ondřej Ježek        | Team GoEleven                | Kawasaki ZX-6R   | 15   | +33.346   | 14º     | 5     |
| 12º  | 84  | Loris Cresson       | RPM84                        | Yamaha YZF R6    | 15   | +38.665   | 23º     | 4     |
| 13º  | 78  | Hikari Ōkubo        | CIA Landlord Insurance Honda | Honda CBR600RR   | 15   | +38.781   | 17º     | 3     |
| 14º  | 77  | Kyle Ryde           | Schmidt Racing               | Kawasaki ZX-6R   | 15   | +43.356   | 11º     | 2     |
| 15º  | 83  | Lachlan Epis        | Response RE Racing           | Kawasaki ZX-6R   | 15   | +43.358   | 22º     | 1     |
| 16º  | 35  | Stefan Hill         | CIA Landlord Insurance Honda | Honda CBR600RR   | 15   | +48.742   | 24º     |       |

#### Ritirati
| Nº | Pilota              | Squadra                         | Motocicletta        | Giri | Griglia |
| -- | ------------------- | ------------------------------- | ------------------- | ---- | ------- |
| 64 | Federico Caricasulo | Bardahl Evan Bros. Honda Racing | Honda CBR600RR      | 14   | 13º     |
| 11 | Christian Gamarino  | Team GoEleven                   | Kawasaki ZX-6R      | 6    | 16º     |
| 87 | Lorenzo Zanetti     | GRT Racing                      | MV Agusta F3 675    | 6    | 20º     |
| 81 | Luke Stapleford     | Profile Racing                  | Triumph Daytona 675 | 6    | 1º      |
| 65 | Michael Canducci    | GRT Racing                      | MV Agusta F3 675    | 2    | 12º     |
| 10 | Nacho Calero        | Orelac Racing VerdNatura        | Kawasaki ZX-6R      | 1    | 19º     |
| 80 | Xavier Pinsach      | Gemar Balloons - Team Lorini    | Honda CBR600RR      | 0    | 15º     |
| 44 | Roberto Rolfo       | Factory Vamag                   | MV Agusta F3 675    | 0    | 18º     |